# Almost Home (Mariah Carey)
Almost Home è un singolo della cantautrice statunitense Mariah Carey, scritta dalla stessa insieme a Simone Porter, Justin Gray, Lindsey Ray, Tor Erik Hermansen, Mikkel Eriksen.

## Descrizione
Questa canzone è il motivo principale della colonna sonora del film Il grande e potente Oz (2013) del regista Sam Raimi, distribuito dalla Walt Disney Pictures. Il brano è stato reso disponibile per il download digitale il 19 febbraio 2013.
La Disney aveva annunciato che la superstar vincitrice di molti Grammy Awards Mariah Carey aveva registrato una canzone per il film Il grande e potente Oz.
Il genere allaccia il Pop elettronico con richiami all'R&B. Si distacca molto dal genre classico della cantautrice ,in genere composta da ballate e pezzi uptempo. Il testo tratta la ricerca di sé stessi in un viaggio di ritorno alle proprie origini, alla propria casa, nonostante tutte le avversità la perseveranza e la fiducia in se stessi porterà alla meta tanto cercata.

## Video musicale
Dopo aver annunciato l'uscita del singolo, fu rivelato che la Carey aveva girato un video con David LaChapelle, il quale aveva precedentemente diretto il video musicale per "Loverboy" (2001). Il 19 febbraio 2013, fu mostrato un teaser del video a Good Morning America. La première fu l'8 marzo 2013 sul canale VEVO della cantante, lo stesso giorno dell'uscita di Il Grande e Potente Oz nei cinema. Nel video LaChapelle riprende la cantante, da sola, mentre indossa un bellissimo abito nero. Sono state incorporate scene tratte dal film per tutta la durata.
Il video ha ricevuto critiche per lo più positive.

## Crediti
- Compositori - Mariah Carey, Simone Porter, Justin Gray, Lindsey Ray, Tor Erik Hermansen, Mikkel Eriksen
- Produttore - Stargate
- Co-Produttrice - Mariah Carey

## Classifiche
| Classifica (2013)                                          | Posizione massima |
| ---------------------------------------------------------- | ----------------- |
| Belgio (Urban) (Flanders)                                  | 23                |
| Croazia (Croatian Airplay Chart)                           | 6                 |
| Giappone (Adult Contemporary Airplay)                      | 26                |
| Libano (The Official Lebanese Top 20)                      | 10                |
| Sud Corea (Circle Chart)                                   | 9                 |
| Stati Uniti Bubbling Under R&B/Hip-Hop Singles (Billboard) | 1                 |
| Stati Uniti R&B (Billboard)                                | 18                |
| Stati Uniti R&B Digital Song Sales (Billboard)             | 9                 |
| Spagna                                                     | 41                |

## Date di pubblicazione
| Paese     | Data              | Formato                | Etichetta           |
| --------- | ----------------- | ---------------------- | ------------------- |
| Mondo     | 19 febbraio, 2013 | Download digitale      | Walt Disney Records |
| Australia | 20 febbraio, 2013 | Contemporary hit radio | Island Records      |